# پابلو پینتوس
پابلو پینتوس (انگلیسی: Pablo Pintos؛ زادهٔ ۱ ژوئیهٔ ۱۹۸۷) بازیکن فوتبال اهل اروگوئه است که برای باشگاه سرو بازی می‌کند.